# Pseudotyphistes biriva
Pseudotyphistes biriva är en spindelart som beskrevs av Rodrigues och Ott 2007. Pseudotyphistes biriva ingår i släktet Pseudotyphistes och familjen täckvävarspindlar. Inga underarter finns listade i Catalogue of Life.